# Oh les filles
Oh les filles est une chanson française créée par Les Pingouins en 1962, adaptée du titre Sugaree de Marty Robbins.
Elle est surtout connue pour sa reprise par Au Bonheur des dames en 1973.

## Historique
La chanson est une énumération des filles avec lesquelles le chanteur est sorti et cette version rajoute un homme (« Je suis sorti avec Marcel »). Elle se classe n°1 en France en 1974.